# 石磊站
石磊站（越南语：／*/?）是越南河老鐵路和北文鐵路的一座火車站，位于河內市麊泠縣，距河內站34公里。始建于越南被法国殖民统治的法属印度支那时期，于1902年随河老铁路建成通车而落成启用。